# Hiéroglyphe égyptien A31
Le hiéroglyphe égyptien A31 (homme debout bras tendus dans son dos), est classifié dans la section A « L'Homme et ses occupations » de la liste de Gardiner ; il y est noté A31.

## Représentation
Il représente un homme debout, tendant ses bras dans son dos (position impossible) et les levant vers le ciel. 

## Utilisation
| a · n | nw | w | A31 |

| a · n | nw | w | A31 |

| A30 |

| A30 |